# Société électrique du secteur de la place Clichy
La  Société électrique du secteur de la place Clichy était un groupe privé de production d'électricité en France fondé en 1888 par l’industriel alsacien Auguste Lalance et coté en Bourse.

## Histoire
En 1888, le projet d’électrification de Paris est divisé en quatre secteurs : la zone urbaine située près de la Place de Clichy est confiée, pour 200 000 habitants, à la "Société électrique du secteur de la place Clichy" que préside Auguste Lalance, de la Lyonnaise des eaux, l’inventeur du courant triphasé. La société est formée en 1888 avec un capital de 6 millions de francs et introduite en Bourse de Paris en 1892.
Industriel alsacien, candidat en politique sous l’étiquette «  libéral protestataire », Auguste Lalance dirigeait alors l’Etablissement d’impression de teinture et de blanchiment de Pfastatt à Mulhouse, qu’il a cofondé avec Henry Haeffely et Gustave Schaeffer, avant de s’établir à Paris en 1887 pour effectuer des travaux pour le compte de la Société alsacienne de constructions métalliques (SACM), future Alstom, et de devenir cofondateur de la société électrique de la place de Clichy. Il a confié plusieurs chantiers à l'architecte Paul Friesé.
L'usine génératrice de la Société électrique du secteur de la place Clichy est par exemple construite par Paul Friesé en plein cœur d'un îlot d’habitation, au 53 rue des Dames, au croisement de la rue des Batignolles, dans le quartier des Batignolles, au plus proche d’une clientèle solvable, pour diminuer au maximum les coûts de transports de l’électricité. Elle attire les visiteurs car elle est jugée très innovante sur le plan de la technologie. Sa puissance rayonne sur le quartier de la place Clichy, qui accueille théâtre et restaurants nombreux. 
Deux constructions sont élevées simultanément en 1890-1891 : 
- un bâtiment à « destination commerciale », vitrine de la société, est élevée en façade, il sert aussi pour l’administration ;
- l’autre bâtiment, utilitaire, appelé l’usine, s’enfonce dans la parcelle, entièrement dissimulée.